# 玉溪高古楼
高古楼，位于云南省玉溪市红塔区北城街道，是玉溪的标志性建筑之一。
高古楼有这样一个民谣：“哇家玉溪高古楼，半截矗在天里头。初一去烧香，十五才下楼，抬头望望高古楼，帽子掉进沟沟头。”